# Chen Kuiyuan

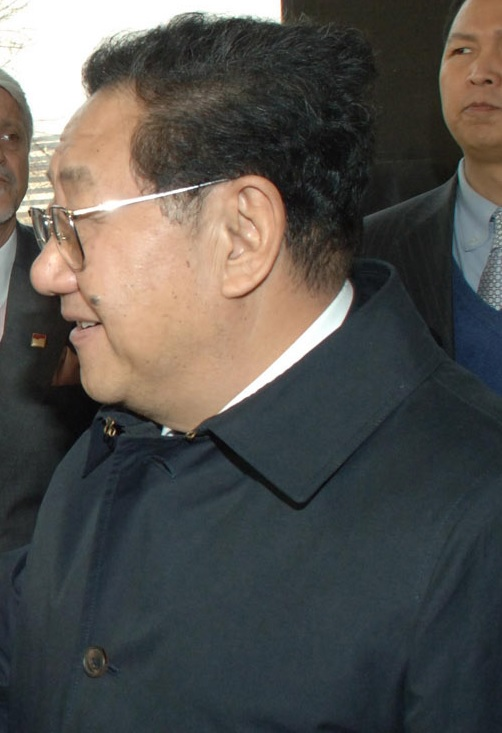
Chen Kuiyuan (2008)

Chen Kuiyuan (chinesisch 陈奎元; * Januar 1942 in Kangping, Provinz Liaoning) ist ein chinesischer Politiker der Kommunistischen Partei Chinas (KPCh), der unter anderem von 1992 bis 2000 Sekretär des Parteikomitees der KPCh der Autonomen Region Tibet, zwischen 2000 und 2012 Sekretär des Parteikomitees der KPCh der Provinz Henan sowie von 2002 bis 2013 Präsident der Chinesischen Akademie der Sozialwissenschaften war. Er fungierte zudem zwischen 2003 und 2013 als stellvertretender Vorsitzender des Nationalkomitees der Politischen Konsultativkonferenz des chinesischen Volkes.

## Leben
Chen Kuiyuan, Angehöriger des Han-Volkes, absolvierte nach dem Schulbesuch ein Studium an der Fakultät für politische Bildung der Pädagogischen Hochschule der Inneren Mongolei und unterrichtete nach dessen Abschluss von 1964 bis 1972 an der dortigen Parteischule im Hulun Buir-Bund, aus der die heutige bezirksfreie Stadt Hulun Buir hervorging. 1965 wurde er Mitglied der KPCh und arbeitete von 1972 bis 1978 als Sektionschef in der Propagandaabteilung des Parteikomitees der KPCh des Hulun Buir-Bundes und fungierte im Anschluss zwischen 1978 und 1980 als Vizepräsident der dortigen Parteischule. Daraufhin war er zwischen 1980 und 1982 erst stellvertretender Sekretär und von 1982 bis 1989 Sekretär des Parteikomitees der KPCh des Hulun Buir-Bundes sowie von 1982 bis 1983 auch Mitglied des Ständigen Ausschusses dieses Parteikomitees. Im Anschluss war er zwischen 1989 und 1992 in Personalunion Vizevorsitzender des Volkskongresses der Autonomen Region Innere Mongolei und Sekretär des Komitees für die Institutionen für höhere Bildungsarbeit dieser autonomen Region sowie zugleich auch Mitglied des Ständigen Ausschusses des Parteikomitees der KPCh der Autonomen Region Innere Mongolei.
Nachdem Chen 1992 kurzzeitig stellvertretender Sekretär war, löste er am 1. Dezember 1992 Hu Jintao als Sekretär des Parteikomitees der KPCh der Autonomen Region Tibet ab und bekleidete diese Funktion bis zu seiner Ablösung durch Guo Jinlong im Oktober 2000. Auf dem XIV. Parteitag im Oktober 1992 wurde er zuvor erstmals zum Mitglied des Zentralkomitees (ZK der KPCh) gewählt und gehörte diesem Führungsgremium nach seinen Wiederwahlen auf dem XV. Parteitag im September 1997, dem XVI. Parteitag im September 2002 und dem XVII. Parteitag im September 2007 zwanzig Jahre lang bis September 2012 an. Er fungierte außerdem zwischen 1996 und 2000 als Erster Sekretär des Parteikomitees des Militärbezirks Tibet der Volksbefreiungsarmee.
Im Oktober 2000 wurde Chen Kuiyuan als Nachfolger von Ma Zhongchen Sekretär des Parteikomitees der KPCh der Provinz Henan und behielt diese Funktion bis Dezember 2002, woraufhin Li Keqiang ihn ablöste. Anschließend übernahm er am 7. Januar 2003 von Hu Sheng das Amt des Präsidenten der Chinesischen Akademie der Sozialwissenschaften und bekleidete dieses bis zu seiner Ablösung durch Wang Weiguang am 27. April 2013. Zugleich fungierte er von 2003 bis 2013 Stellvertretender Vorsitzender des Nationalkomitees der Politischen Konsultativkonferenz des chinesischen Volkes (PKKCV) und war damit einer der Stellvertreter von Jia Qinglin. Außerdem war er von Juni 2010 bis Dezember 2020 einer der Ehrenpräsidenten der Chinesischen Gesellschaft für Poesie.

## Weblink
- Chen Kuiyuan (chinavitae.com) (Memento vom 28. Mai 2023 im Internet Archive)